# (3598) Saucier
(3598) Saucier – planetoida z pasa głównego asteroid okrążająca Słońce w ciągu 5,66 lat w średniej odległości 3,18 j.a. Odkryła ją Ellen Howell Bus 18 maja 1977 roku w Obserwatorium Palomar. Nazwa planetoidy pochodzi od Agnes Elizabeth Saucier – babci odkrywczyni.